# Hister lamaecola
Hister lamaecola är en skalbaggsart som beskrevs av Sylvain Auguste de Marseul 1857. Hister lamaecola ingår i släktet Hister och familjen stumpbaggar. Inga underarter finns listade i Catalogue of Life.